# Mirko Vučinić
Mirko Vučinić (Nikšić, 1. listopada 1983.) bivši je crnogorski nogometaš koji je igrao na poziciji napadača.
Mirko Vučinić je 3 puta nastupao za bivšu reprezentaciju Srbije i Crne Gore.
Od stjecanja neovisnosti 2006. kapetan je i ključni nogometaš crnogorske reprezentacije.

## Trofeji
Roma
- Coppa Italia: 2006./07., 2007./08.
- Supercoppa Italiana: 2007.

Juventus
- Serie A: 2: 2011./12., 2012./13.
- Supercoppa Italiana: 2012.

## Vanjske poveznice
- Profil na Transfermarktu
- Profil na Soccerwayu